# Stanisław Michał Grudziński
Stanisław Michał Grudziński (ur. w 1797 roku – zm. 12 lutego 1862 roku) – kapitan jazdy wołyńskiej w powstaniu listopadowym.
Pochodził z Wołynia, po powstaniu więziony był w Stanisławowie wspólnie z poetą Maurycym Gosławskim. Po uwolnieniu do końca życia mieszkał w Stanisławowie pod opieką przyjaciół.
Pochowany w kwaterze powstańców listopadowych na Cmentarzu Sapieżyńskim w Stanisławowie.